# Mouret (Francja)
Mouret – miejscowość i gmina we Francji, w regionie Oksytania, w departamencie Aveyron. W 2013 roku populacja Mouret wynosiła 537 mieszkańców. Przez miejscowość przepływa rzeka Dourdou de Conques. 